# پی‌اچ‌پی بونکو
پی‌اچ‌پی بونکو (به ژاپنی: PHP文庫) یک شرکت چاپ ژاپنی است. مرکز این انتشارات در شهر توکیو می‌باشد.